# Апостольский нунций в Объединённых Арабских Эмиратах
Апостольский нунций в Объединённых Арабских Эмиратах — дипломатический представитель Святого Престола в Объединённых Арабских Эмиратах. Данный дипломатический пост занимает церковно-дипломатический представитель Ватикана в ранге посла. Апостольская нунциатура в Объединённых Арабских Эмиратах была учреждена на постоянной основе 31 мая 2007 года.
В настоящее время Апостольским нунцием в Объединённых Арабских Эмиратах является архиепископ Кристоф Закхия Эль-Кассис, назначенный Папой Франциском 3 января 2023 года.

## История
Апостольская нунциатура в Объединённых Арабских Эмиратах была учреждена на постоянной основе 31 мая 2007 года, папой римским Иоанном Павлом II, отделяя её от апостольской делегатуры на Аравийском полуострове. Резиденцией апостольского нунция в Объединённых Арабских Эмиратах является Абу-Даби — столица Объединённых Арабских Эмиратов. Святой Престол открыл резиденцию апостольской нунциатуры в Абу-Даби 4 февраля 2022 года. До этого резиденцией апостольского нунция в Объединённых Арабских Эмиратах являлся Эль-Кувейт — столица Кувейта. А апостольский нунций не имел официальной резиденции в Объединённых Арабских Эмиратах, в его столице Абу-Даби и являлся апостольским нунцием по совместительству, эпизодически навещая страну.

## Апостольские нунции в Объединённых Арабских Эмиратах
- Поль-Мунжед эль-Хашем (4 августа 2007 — 2 декабря 2009, в отставке);
- Петар Ражич (27 марта 2010 — 15 июня 2015 — назначен апостольским нунцием в Анголе и Сан-Томе и Принсипи);
- Франсиско Монтесильо Падилья — (26 апреля 2016 — 17 апреля 2020 — назначен апостольским нунцием в Гватемале);
- Кристоф Закхия Эль-Кассис — (3 января 2023 — по настоящее время).